# Decaan (studieadviseur)
Een decaan (niet te verwarren met decaan in een universiteit) is een taak of functie in het Nederlands voortgezet onderwijs. In veel gevallen, zeker op kleinere scholen, is de decaan tevens docent. Op grote scholengemeenschappen zijn meerdere decanen actief. Op het mbo heeft de studieloopbaanbegeleider (SLB'er) een vergelijkbare rol.
Een schooldecaan heeft een gefundeerde visie op LOB (LoopbaanOntwikkeling en -Begeleiding) en vertaalt die visie naar een LOB-beleidsplan voor de school. Daarnaast coacht en begeleidt de decaan leerlingen en stuurt de decaan de mentoren en vakdocenten van de school aan op het gebied van LOB. Er wordt veel samengewerkt met andere partijen zoals het vervolgonderwijs, het bedrijfsleven en de overheid. Daarbij houdt de decaan altijd rekening met relevante maatschappelijke ontwikkelingen. 
Voorbeelden van het begeleiden van leerlingen zijn het coachen van leerlingen en hun ouders bij het kiezen van een onderwijssoort, vakkenpakket, profiel, sector, vervolgopleiding of beroep. De decaan helpt de leerling informatie te verzamelen van aansluitende vervolgopleidingen op het mbo, hbo en universitair onderwijs. Ook wordt er informatie aangereikt over de studiefinanciering. 
Heeft een leerling moeite met het kiezen van een studierichting? Dan kan de decaan bijvoorbeeld met een beroepsinteressetest helpen bij het gerichter zoeken naar een goede richting.
De decaan verzorgt in overleg met klassenmentoren voorlichtingslessen en ouderavonden en spreekt met individuele leerlingen wanneer dat nodig is. De decaan houdt leerlingen en ouders op de hoogte van open dagen en voorlichtingsbijeenkomsten van vervolgopleidingen. Via het decanaat wordt regelmatig informatie over het studiekeuzeproces verspreid onder de leerlingen.
Vakverenigingen
In Nederland zijn schooldecanen en (studie)loopbaanbegeleiders georganiseerd via vakvereniging BiOND, de vereniging voor begeleiders in het onderwijs. Deze vakvereniging vertegenwoordigt daarnaast ook andere begeleiders zoals zorg- en ondersteuningscoödinatoren en studieloopbaanbegeleiders, zowel in het voortgezet onderwijs als het mbo.
In Vlaanderen kunnen decanen terecht bij het Centrum voor leerlingenbegeleiding.